# Johan Gårdsvoll
Johan Gårdsvoll (født 1. februar 1994) er en fodboldspiller, der spiller for den danske 1. divisionsklub Brønshøj. Johan Gårdsvoll spiller målmand.

## Karriere

### FCK og Lyngby
Johan Gårdsvoll var en del af FCKs og Lyngbys ungdomsarbejde.
15. april 2012 fik han debut på bænken for Lyngbys 1.hold i Superligaen.

### FC Øresund
I sommeren 2013 skiftede han til FC Øresund, som befandt sig i Danmarksserien.

### Brønshøj Boldklub
April 2014 skiftede Gårdsvoll FC Øresund ud med Brønshøj Boldklub.
20. maj 2015 fik han debut for 1.holdet i 1. Division.
6. august 2016 blev han skiftet ind i efterårssæsonens første kamp i 2. Division Pulje 1 på Østerbro Stadion ude mod B93. Brønshøj var bagud 4-0, og endte med tabe kampen 4-1. Efterfølgende spillede Gårdsvoll samtlige af efterårssæsonens kampe fra start - her lukkede Brønshøj beskedne 13 mål ind. Brønshøj sikrede sig i 14. og allersidste spillerunde en plads i forårets oprykningsspil til 1. Division.